# Ministère de l'Électricité et de l'Énergie
Le ministère de l'Électricité et de l'Énergie (Arabe : وزارة الكهرباء والطاقة) est le département ministériel du gouvernement yéménite chargé de veiller au bon provisionnement et gestion de l'électricité et de l'énergie du pays.

## Liste des ministres
| Début            | Fin             | Ministre                  | Gouvernement                          |
| ---------------- | --------------- | ------------------------- | ------------------------------------- |
| 18 décembre 2020 | 27 juillet 2022 | Anwar Mohamed Ali Kalshat | Gouvernement Maïn Abdelmalek Saïd (2) |
| 28 juillet 2022  | En poste        | Mana'a Saleh Yaslam       | Gouvernement Maïn Abdelmalek Saïd (2) |

## Annexe